# Лук сетчатый
Лук сетчатый (лат. Allium dictyoprasum) — многолетнее травянистое растение, вид рода Лук (Allium) семейства Луковые (Alliaceae).

## Распространение и экология
В природе ареал вида охватывает Западную Азию и Закавказье — северные районы Ирана и Ирака, Израиль, западные районы Сирии и восточные районы Турции.
Произрастает на сухих каменистых местах.

## Ботаническое описание
Луковица яйцевидная, диаметром 2—2,5 мм; наружные оболочки сетчатые, бурые, высоко обхватывающие основание стебля; оболочки замещающей луковицы желтоватые. Луковички немногочисленные, крупные, жёлтые, удлиненные, сетчато-нервные, обычно отсутствуют. Стебель высотой около 60—100 см, на треть одетый гладкими влагалищами листьев.
Листья в числе трёх—четырёх, шириной 3—5 мм, дудчатые, цилиндрические, к верхушке суживающиеся, гладкие, значительно короче стебля.
Чехол приблизительно равен зонтику. Зонтик коробочконосный, шаровидный, густой, многоцветковый. Цветоножки при основании с прицветниками, в два—три раза длиннее околоцветника, неравные, внутренние в 2 раза длиннее наружных. Листочки продолговато-яйцевидного околоцветника тёмно-пурпурные или буро-зелёные, с более тёмной жилкой, гладкие, неравные, длиной около 3 мм, наружные лодочковидные, широко эллиптические, очень тупые, заметно короче внутренних яйцевидных, выемчатых. Нити тычинок в полтора раза длиннее листочков околоцветника, при основании между собой и с околоцветником сросшиеся, наружные треугольно-шиловидные, внутренние трёхраздельные. Столбик сильно выдается из околоцветника.
Створки коробочки почти округлые, едва выемчатые, длиной около 3,5 мм.

## Таксономия
Вид Лук сетчатый входит в род Лук (Allium) семейства Луковые (Alliaceae) порядка Спаржецветные (Asparagales).
|  |                                      |  |                                                             |                                                             |                   |  | ещё 24 семейства (согласно Системе APG II) | ещё 24 семейства (согласно Системе APG II) |                     |  |  |  | ещё более 870 видов |
|  |                                      |  |                                                             |                                                             |                   |  | ещё 24 семейства (согласно Системе APG II) | ещё 24 семейства (согласно Системе APG II) |                     |  |  |  | ещё более 870 видов |
|  |                                      |  |                                                             | порядок Спаржецветные                                       |                   |  |                                            |                                            | род Лук             |  |  |  |                     |
|  |                                      |  |                                                             | порядок Спаржецветные                                       |                   |  |                                            |                                            | род Лук             |  |  |  |                     |
|  | отдел Цветковые, или Покрытосеменные |  |                                                             |                                                             | семейство Луковые |  |                                            |                                            | вид Лук сетчатый    |  |  |  |                     |
|  | отдел Цветковые, или Покрытосеменные |  |                                                             |                                                             | семейство Луковые |  |                                            |                                            |                     |  |  |  |                     |
|  |                                      |  | ещё 44 порядка цветковых растений (согласно Системе APG II) | ещё 44 порядка цветковых растений (согласно Системе APG II) |                   |  |                                            | ещё около 300 родов                        | ещё около 300 родов |  |  |  |                     |
|  |                                      |  |                                                             | ещё 44 порядка цветковых растений (согласно Системе APG II) |                   |  |                                            |                                            | ещё около 300 родов |  |  |  |                     |